# 大石良重
大石良重（おおいし よししげ、元和5年（1619年） - 天和3年5月18日（1683年6月12日））は、江戸時代前期の赤穂藩浅野家の家臣。通称は頼母助（たのものすけ）。
赤穂浅野家筆頭家老の大石良勝の次男として誕生する。兄の大石良欽が大石家1500石の家禄と筆頭家老職を継いだが、良重も藩主浅野長直の信任を得て450石取りの家老となり、長直の娘・鶴姫を妻にした。その間に、又太郎（早世）・亀之助（早世）・女（浅野長直養女として松平定逸の室）・浅野長恒（分地により3000石の旗本）・浅野長武（3000石の旗本浅野長賢の養子）が生まれている。なお、延宝3年（1675年）の「武鑑」に掲載されている家老に「同（大石）頼母」がいる。
延宝5年（1677年）に兄が死去すると、良重は19歳という若年で相続した良欽の子大石良雄の後見人についた。天和3年（1683年）2月に若き藩主浅野長矩がはじめて勅使饗応役に任じられたときには江戸にあり、長矩を補佐した。
同年5月18日に江戸で死去。享年65。芝二本榎の国昌寺に葬られた。